# Codelco
Codelco (Corporación Nacional del Cobre de Chile; kurz Codelco Chile) ist ein chilenischer Kupferbergbau-Konzern. Er ist nach eigenen Angaben der weltweit größte Bergbau-Kupferproduzent mit einem Weltmarktanteil von 8 % bei Kupfer und 10 % bei Molybdän. Im Jahr 2020 wurden 1,73 Megatonnen Feinkupfer sowie 28 Kilotonnen Molybdän produziert und ein Überschuss von 2,08 Milliarden US-Dollar erwirtschaftet. Codelco ist ein privatrechtlich organisiertes Staatsunternehmen im vollen Eigentum des chilenischen Staates, strukturiert in acht Divisionen (7 Bergwerke und 1 Raffinerie). Es gibt zahlreiche Tochterunternehmen und Beteiligungen in aller Welt.

## Geschichte
Mit Beginn des 20. Jahrhunderts wurde der bis dahin mäßig entwickelte und stagnierende chilenische Kupferbergbau durch US-amerikanische Unternehmer in großem Stil industrialisiert. 1904 begann die Braden Copper Company mit dem Ausbau des El Teniente Bergwerks. Das Unternehmen war ein Tochterunternehmen der Kennecott Copper Corporation kontrolliert von der Familie Guggenheim und dem Bankier J. P. Morgan. 1910 begann die Chile Exploration Company mit dem Ausbau von Chuquicamata. In den 1920er Jahren begann die Andes Copper Mining mit der Ausbeutung der Bergwerke Potrerillos (heute Mina Vieja), Indio Muerto, Salvador und La Africana. Diese Unternehmen wurden kontrolliert durch die Anaconda Copper Company, ein Unternehmen der Familien Rothschild und Rockefeller. 1955 begann die Company Kupfervorkommen zu erkunden und eröffnete 1970 das Río Blanco Bergwerk. Die Überschüsse dieser durch ausländisches Kapital kontrollierten Kupferbergwerke in Chile waren exorbitant verglichen mit der übrigen Wirtschaftsleistung in Chile. Bis Anfang der 1970er Jahre erwirtschafteten die vier großen US-amerikanischen Bergwerksgesellschaften im Laufe von 60 Jahren 10,8 Milliarden US-Dollar, fast ebenso viel wie das im Laufe von 400 Jahren erwirtschaftete chilenische Nationalvermögen, das auf 10,5 Milliarden US-Dollar beziffert wurde.
Im Jahr 1955 begann der chilenische Staat mithilfe des Departamento de Cobre die Kupferindustrie zu fiskalisieren, um dem Staat ein Mindestmaß an Einkünften zu sichern und die Entwicklung der Kupferindustrie zu fördern. Unter der Regierung von Eduardo Frei Montalva erwarb der chilenische Staat 1967 wesentliche Anteile an der Kupfergroßindustrie. Es wurden neue Unternehmen gegründet, die die großen Bergwerksunternehmen mit einer Kapitalerhöhung übernahmen und so den Staat als Gesellschafter einführten. 1967 erwarb der chilenische Staat an El Teniente, Chuquicamata und Salvador eine Beteiligung von jeweils 51 % und an Exótica und Andina von jeweils 25 %. Unter der sozialistischen Regierung von Salvador Allende wurde 1971 die Kupfergroßindustrie und das Eigentum an allen Erzlagerstätten vollständig verstaatlicht. Die Verwaltung übernahmen mehrere staatliche Gesellschaften, deren Gesellschafter die Corporación del Cobre (95 % Anteil), Nachfolger des Departamento de Cobre, und die Empresa Nacional de Minería (5 % Anteil) waren. Nach dem Militärputsch am 11. September 1973 wurden die enteigneten Investoren im gegenseitigen Einvernehmen entschädigt und die Kupfergroßindustrie blieb im Eigentum des chilenischen Staates.
Durch Gesetzesbeschluss vom 1. April 1976 wurde die Corporación Nacional del Cobre de Chile (Codelco) offiziell gegründet und übernahm sämtliche staatlichen Unternehmen der Kupferindustrie. Heute untergliedert sich der Konzern in die acht Divisionen Radomiro Tomic, Chuquicamata, Gabriela Mistral, Ministro Hales, Salvador, Andina, Ventanas und El Teniente, die nach ihren Arbeitszentren benannt sind und mit denen sieben Bergwerke und eine Raffinerie betrieben werden. Es gibt zahlreiche Tochterunternehmen und Beteiligungen an anderen Unternehmen in den Bereichen Bergbau, Handel, Elektrizität, Forschung und Technologie, verarbeitende Fabriken, Investition, Seehäfen sowie Gesundheit und Renten. In Deutschland sind das die Handelsgesellschaften Codelco Kupferhandel GmbH (100 % Codelco), die CK Metall Agentur GmbH (100 % Codelco Kupferhandel GmbH) und die Deutsche Giessdraht GmbH (40 % Codelco Kupferhandel GmbH, 60 % Aurubis A.G.).
Im Juni 2022 kündigte Codelco an, einen seiner größten Betriebe, die Kupfererz-Verarbeitungsanlage und Kupfergießerei Ventanas in Puchuncaví an der Pazifikküste, 30 km nordnordöstlich von Valparaíso, bis 2027 zu schließen. Dagegen protestierten und streikten die Arbeiter. In einem Abkommen mit der Gewerkschaft vereinbarte Codelco daraufhin, die Schließung nur unter bestimmten Bedingungen vorzusehen.

## Positionierung auf dem Markt
Codelco ist nach Produktionsmenge regelmäßig einer der größten Kupferproduzenten. 2019 betrug sein Anteil an der weltweiten Bergbau-Kupferproduktion 8 %. Damit steht Codelco inzwischen, anders als in den Vorjahren, nur noch an zweiter Stelle. Dem Konzern gehören 6 % der Weltkupferreserven.
Im Jahr 2005 wurde kurzzeitig ein Börsengang in Betracht gezogen, bei dem der Staat jedoch die Mehrheit behalten sollte. Dies wurde aber nach der Wahl von Michelle Bachelet zur chilenischen Ministerpräsidentin im Januar 2006 nicht mehr debattiert.
Das Unternehmen reformiert sich und der Einfluss von Politik und Staat wird geringer.
Anders als seine Vorgänger hat Pinera nicht mehr das Recht den Vorstandsvorsitzenden von Codelco zu bestimmen (sondern nur noch den sog. Chairman).

### Internationale Expansion
Das Unternehmen besitzt Bergwerke in Argentinien, Chile, Peru, Kanada, Pakistan und den USA. 2001 hat Codelco zusammen mit der kanadischen Noranda den Kupferproduzenten Río Algom für 800 Millionen US-Dollar gekauft.
Codelco erkundet das Regenwaldgebiet Intag in Ecuador.

## Bergwerke
Codelco betreibt die folgenden Kupferbergwerke in Chile (geordnet von Süden nach Norden):
- El Teniente - In Betrieb seit 1905. Das größte Untertage-Kupferbergwerk der Welt. Es hat das größte bekannte Kupfererzvorkommen mit einem Inhalt von rund 100 Megatonnen Feinkupfer. Die Gesamtlänge der aufgefahrenen Grubenbaue beträgt mehr als 3000 Kilometer. Es liegt mit seiner emblematischen Geisterstadt Sewell im Andenhochgebirge, etwa 80 km südlich von Santiago de Chile.[10][3]
- Andina (Río Blanco) - In Betrieb seit 1970. Tagebau und Untertagebau.
- Salvador - In Betrieb seit 1959. Tagebau und Untertagebau.
- Ministro Hales - In Betrieb seit 2010. Tagebau.
- Gabriela Mistral - In Betrieb seit 2008. Tagebau.
- Chuquicamata - In Betrieb seit 1915. Der bis 2019 größte Tagebau der Welt. Er liegt etwa 15 km nördlich der Stadt Calama.
- Radomiro Tomic - In Betrieb seit 1997. Tagebau.

## Statistiken
| Jahr | Mitarbeiter | Überschuss Millionen USD | Kupfer kt | Molybdän kt | Silber t | Gold t | Schwefelsäure kt |
| ---- | ----------- | ------------------------ | --------- | ----------- | -------- | ------ | ---------------- |
| 2020 | 50484       | 2078                     | 1727      | 28          | 766      | 2,6    | 2749             |
| 2019 | 68812       | 1340                     | 1706      | 22          | 556      | 2,4    | 2086             |
| 2015 |             | 1075                     | 1891      | 28          |          |        |                  |
| 2014 | 64418       | 3033                     | 1841      | 31          | 635      | 2,6    | 2988             |
| 2013 | 66979       | 3889                     | 1792      | 23          | 290      | 2,3    | 2767             |
| 2012 | 74726       | 7805                     | 1758      | 20          | 284      | 2,4    | 3130             |
| 2011 | 63311       | 7033                     | 1796      |             |          |        |                  |
| 2010 | 60588       | 5799                     | 1760      | 22          | 394      | 3,5    | 3400             |
| 2009 | 66517       | 3948                     | 1782      | 22          |          |        |                  |
| 2008 | 58098       | 4970                     | 1548      |             |          |        |                  |
| 2007 | 61500       | 8460                     | 1665      |             |          |        |                  |
| 2006 | 50584       | 9215                     | 1783      |             |          |        |                  |
| 2005 | 50721       | 4901                     | 1831      | 37          |          |        |                  |
| 2004 | 45390       | 3301                     | 1840      | 32          |          |        |                  |
| 2003 | 43529       | 606                      | 1674      |             |          |        |                  |
| 2002 | 43496       | 369                      | 1630      |             |          |        |                  |
| 2001 | 36285       | 412                      | 1699      |             |          |        |                  |
| 1971 |             | 421                      | 571       |             |          |        |                  |

Gesamtproduktion Codelco von 1971 bis Mai 2014: 54,7 Millionen Tonnen Feinkupfer.
 Gesamtüberschuss Codelco von 1971 bis 2014: 115 Milliarden US-Dollar.
Reserven 2014: 125 Megatonnen Feinkupfer (32 % der Reserven Chiles, 9 % der Weltreserven)